# Ферфакс, Роберт
Роберт Ферфакс (англ. Robert Fayrfax, 23 апреля 1464 — 24 октября 1521) — английский композитор эпохи Возрождения. Считается наиболее выдающимся и влиятельным композитором времени правления Генриха VII и Генриха VIII.

## Биография
Роберт Ферфакс родился в деревне Дипинг Гейт в Линкольншире. Он пользовался покровительством Леди Маргарет Бофорт — матери Генриха VII и ведущей культурной фигуры королевского двора. Ферфакс получил звание Джентльмена Королевской Капеллы в Декабре 1497 года, а также был удостоен сана капеллана Свободной Капеллы замка Снодхилл. Годом позже этот сан перешёл к Роберту Куперу, также носившему звание Джентльмена.
Ферфакс получил степень бакалавра музыки в Кэмбриджском Университете в 1501 году, а тремя годами позже стал доктором музыки. В 1511 году он приобретает степень доктора музыки в Оксфордском Университете. В 1502 году он становится членом Братства Святого Николая.
В начале своего правления в 1514 году Генрих VIII даровал Ферфаксу звание «Бедного Рыцаря Виндзора» с пожизненным ежедневным вознаграждением в сумме 12 пенни. Кроме того, он имел два церковных сана, от которых позже отказался. Ферфаксу выделялись деньги на покупку одежды для торжественных случаев, а также плата за обучение мальчиков-певчих.
В течение четырёх лет, начиная с 1516 года, Ферфакс представлял королю собрания своих сочинений и получал за них денежные вознаграждения.
В 1520 году он дирижировал Королевской Капеллой на Поле золотой парчи во время торжественного визита короля во Францию. Ферфакс умер в 1521 году, предположительно в Сент-Олбансе, где он был похоронен.

## Работы и влияние
До нашего времени дошли 6 месс, 13 мотетов, 9 партесных песен и 2 инструментальных произведения.
В числе месс Ферфакса числится сочинение, которое он использовал при получении докторской степени — месса O quam glorifica.
Ноты одной из его месс, Regali ex progenie, были скопированы в Королевском Колледже Кембриджского Университета, а копии трёх других (Salve regina, Regali Magnificat и неоконченной Ave lumen gratiae) были включены в Итонскую хоровую книгу. Одна их месс Ферфакса, O bone Jesu, написанная по заказу Леди Маргарет Бофорт, считается первой Мессой-пародией.
Ферфакса описывали как «ведущую фигуру музыкальной культуры его времени» и «наиболее почитаемого композитора своего поколения». Его работы оказали большое влияние на более поздних композиторов, таких как Джон Тавернер (1490—1545) и Томас Таллис (1505—1585).